# Mooste (plaats)
Mooste (Duits: Moisekatz) is een plaats in de Estlandse gemeente Põlva vald, provincie Põlvamaa. De plaats heeft de status van groter dorp of ‘vlek’ (Estisch: alevik) en telt 447 inwoners (2021).
Tot in oktober 2017 was Mooste de hoofdplaats van de gemeente Mooste. In die maand werd de gemeente bij de gemeente Põlva vald gevoegd.
Ten westen van de plaats ligt het meer Mooste järv met een oppervlakte van 10,4 ha.

## Geschiedenis
Mooste werd voor het eerst genoemd onder de naam Moysekatz in 1627. De plaats viel oorspronkelijk onder de burcht van Kirumpää. Vanaf 1717 was Mooste een zelfstandig landgoed. Lange tijd behoorde het toe aan de familie von Nolcken. De familie von Nolcken liet op het eind van de 19e eeuw ook het nog steeds bestaande landhuis bouwen. Bij het landhuis ligt een park in Engelse stijl met een oppervlakte van 28,6 ha en uitzicht op het meer van Mooste. In het landhuis is een school gevestigd.
In 1977 kreeg Mooste de status van vlek (alevik).

## Foto's

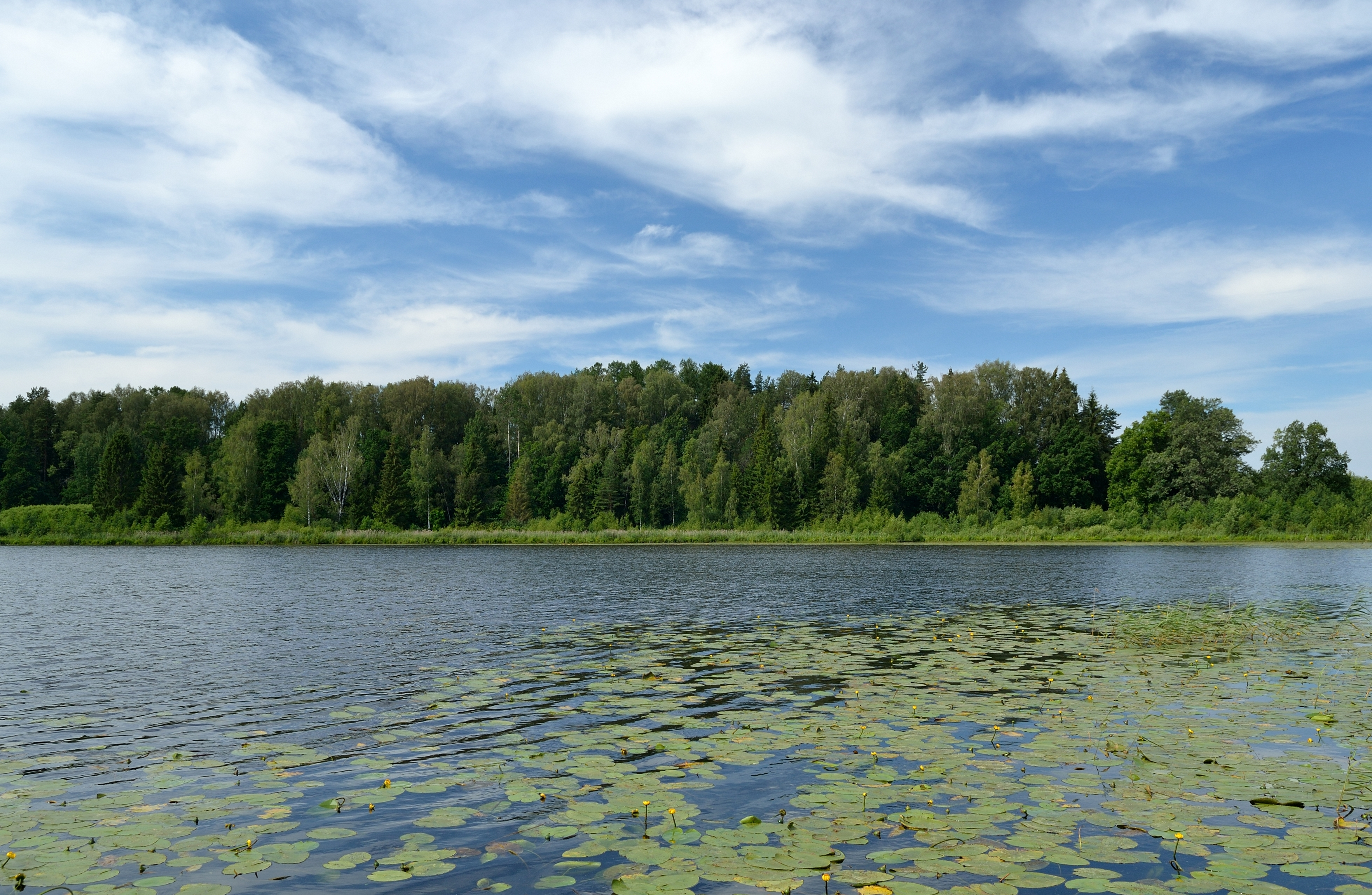
Het Mooste järv
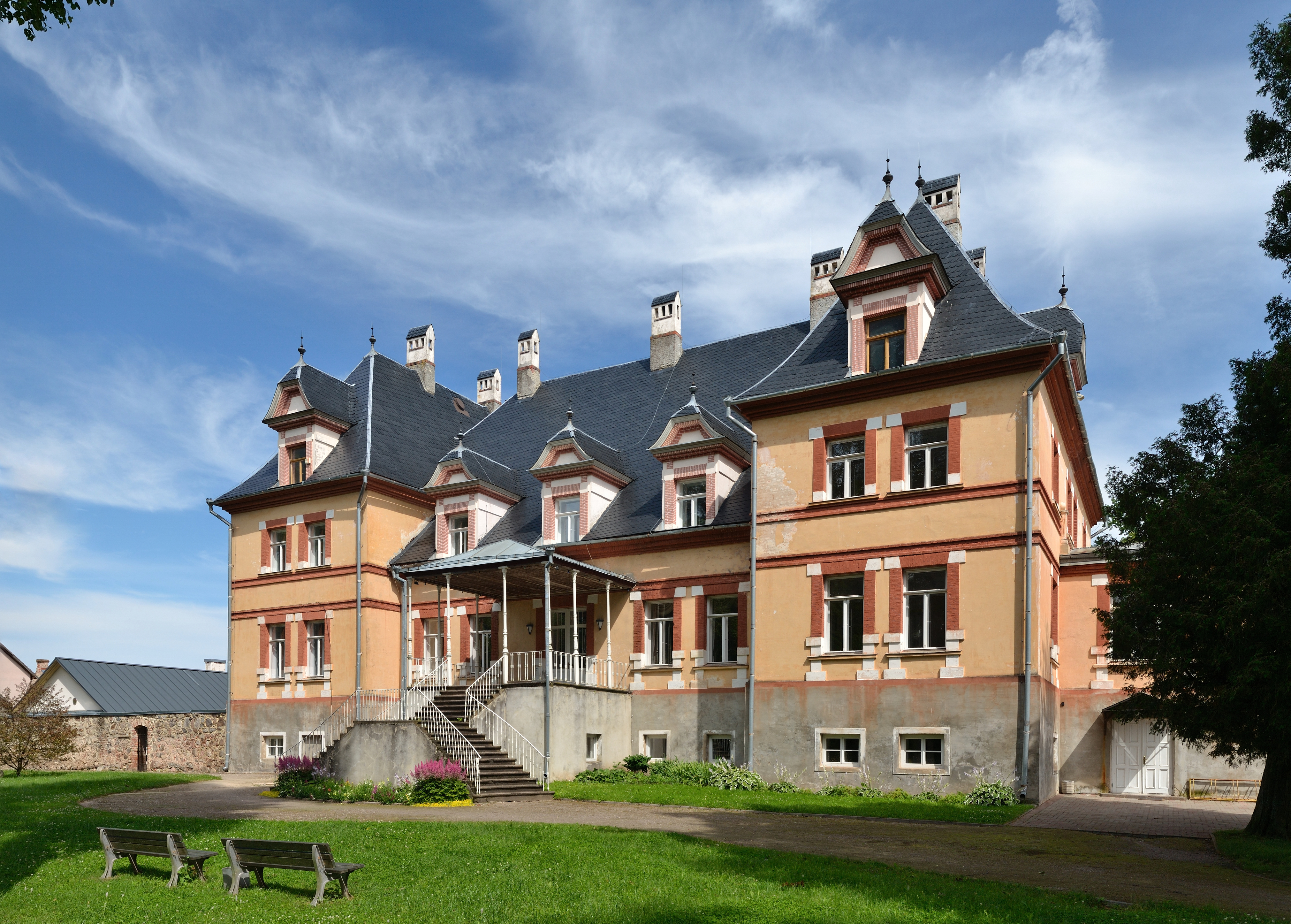
Het landhuis van Mooste
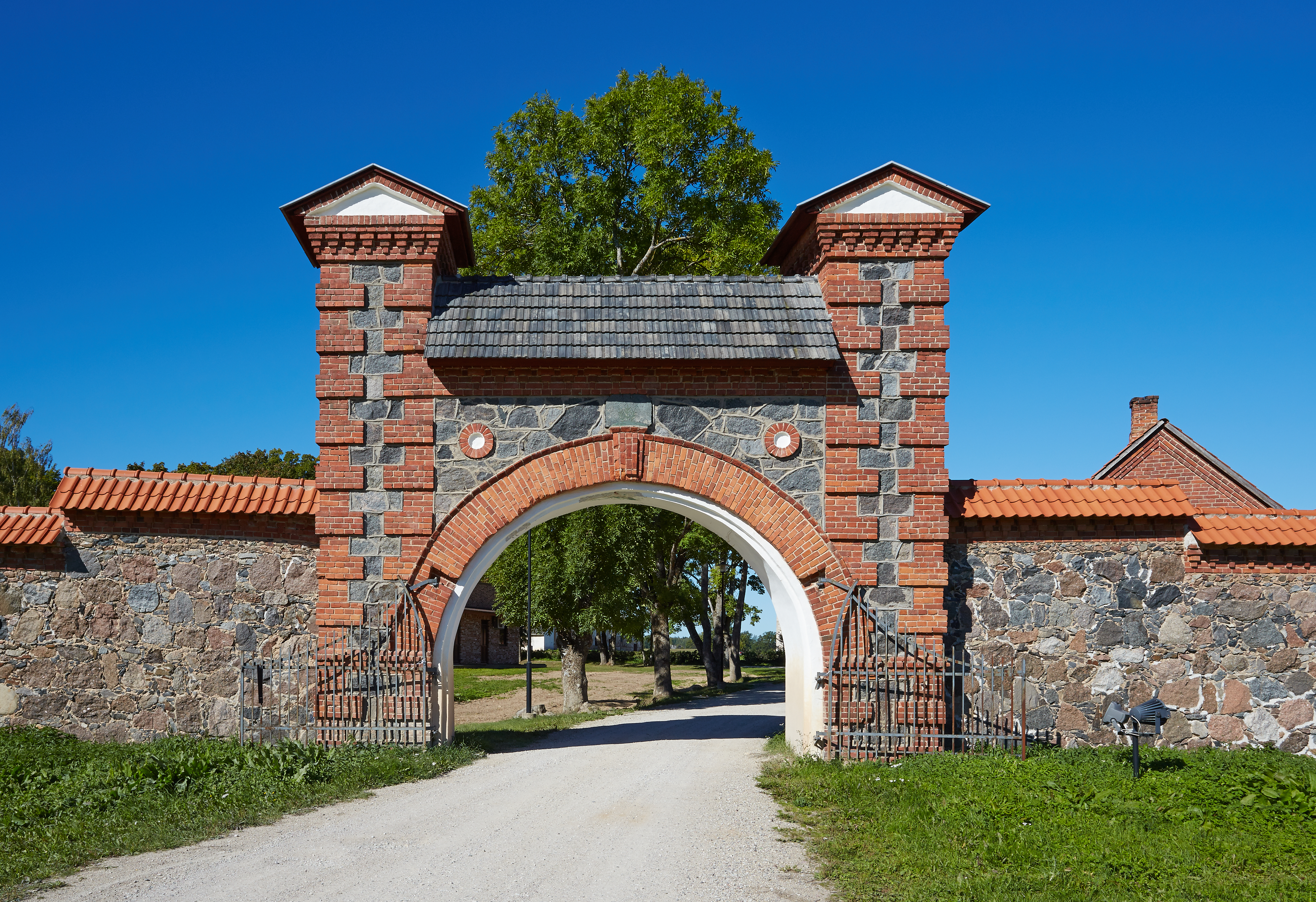
De toegangspoort
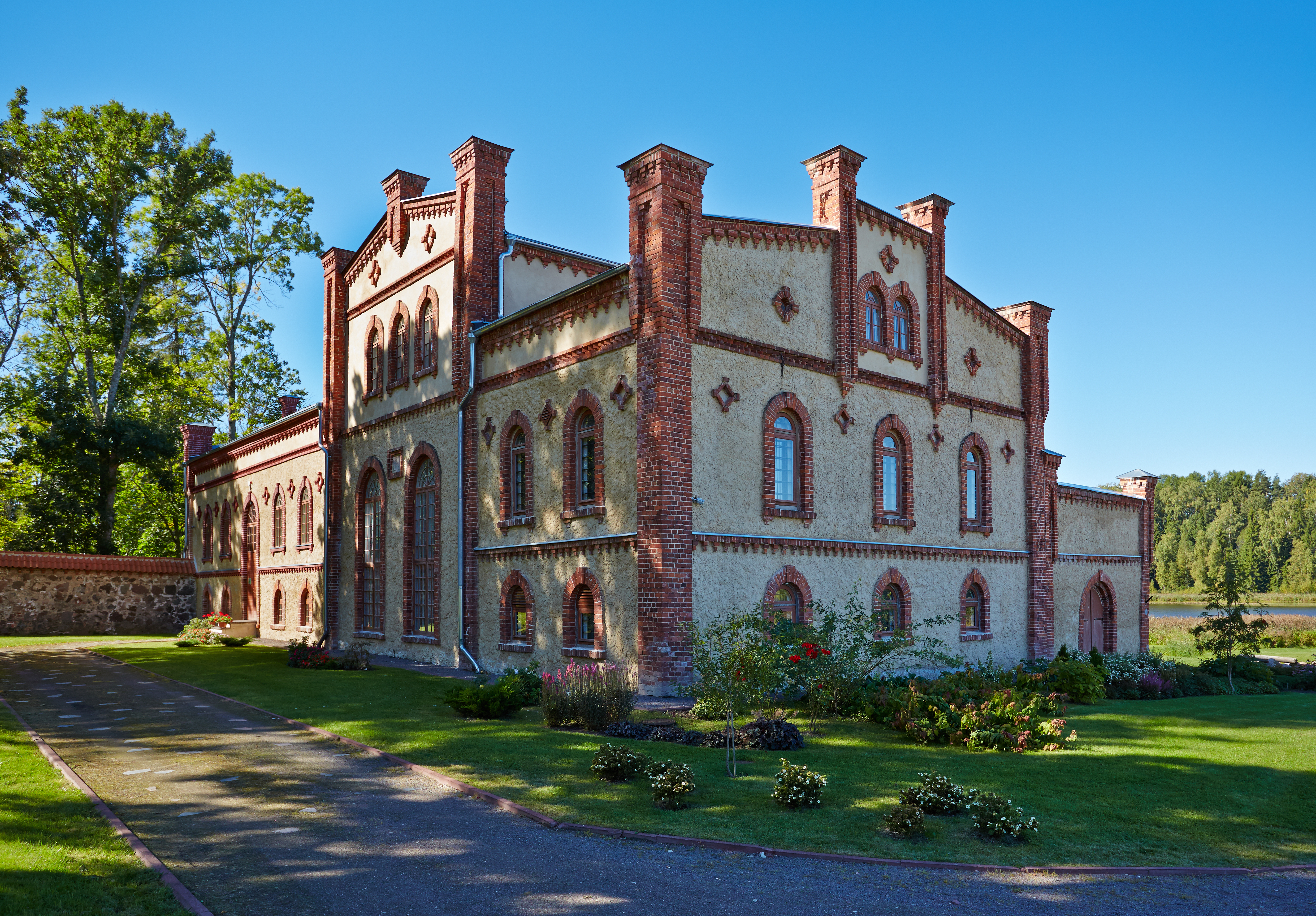
De vroegere wodkastokerij
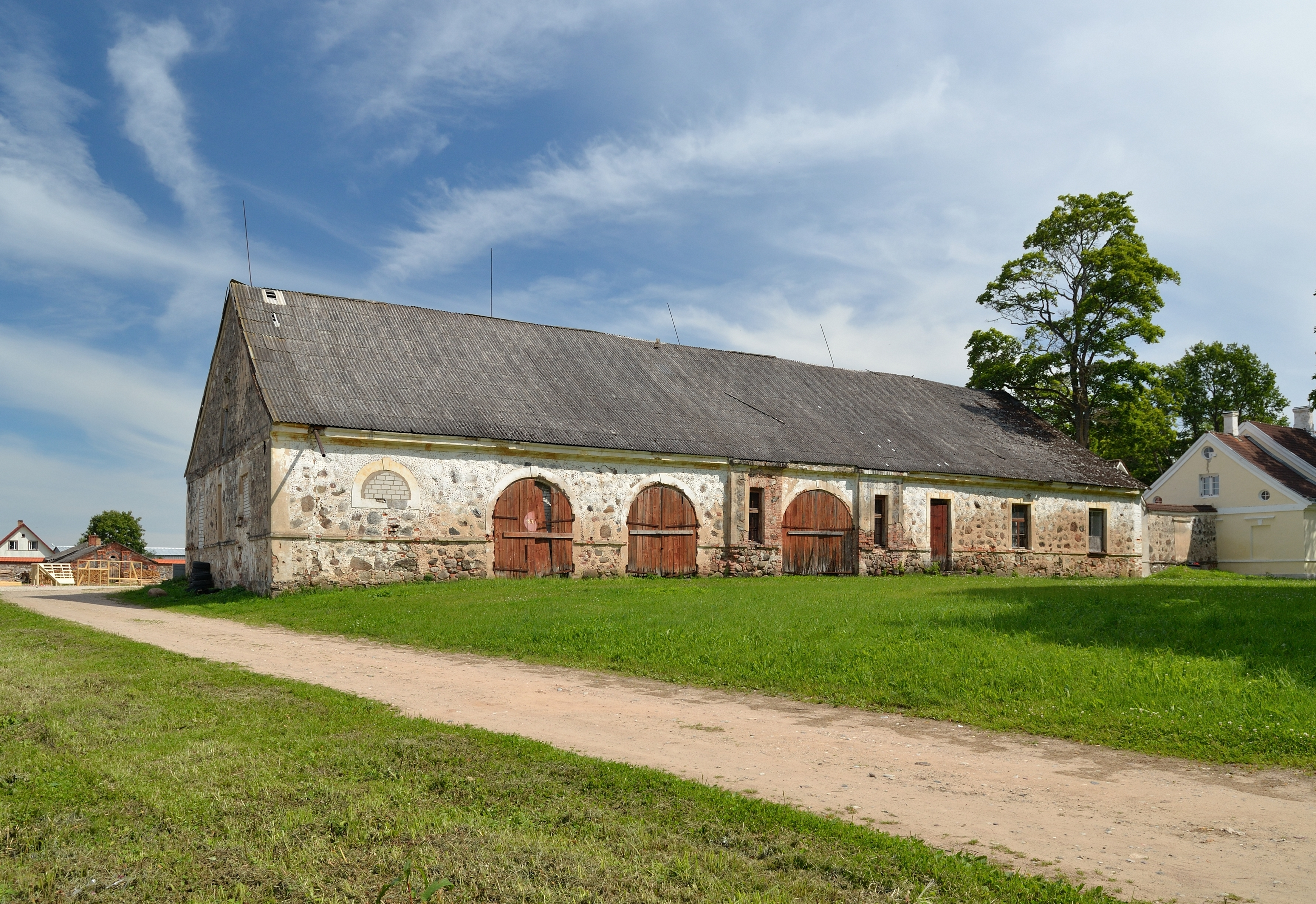
Stal
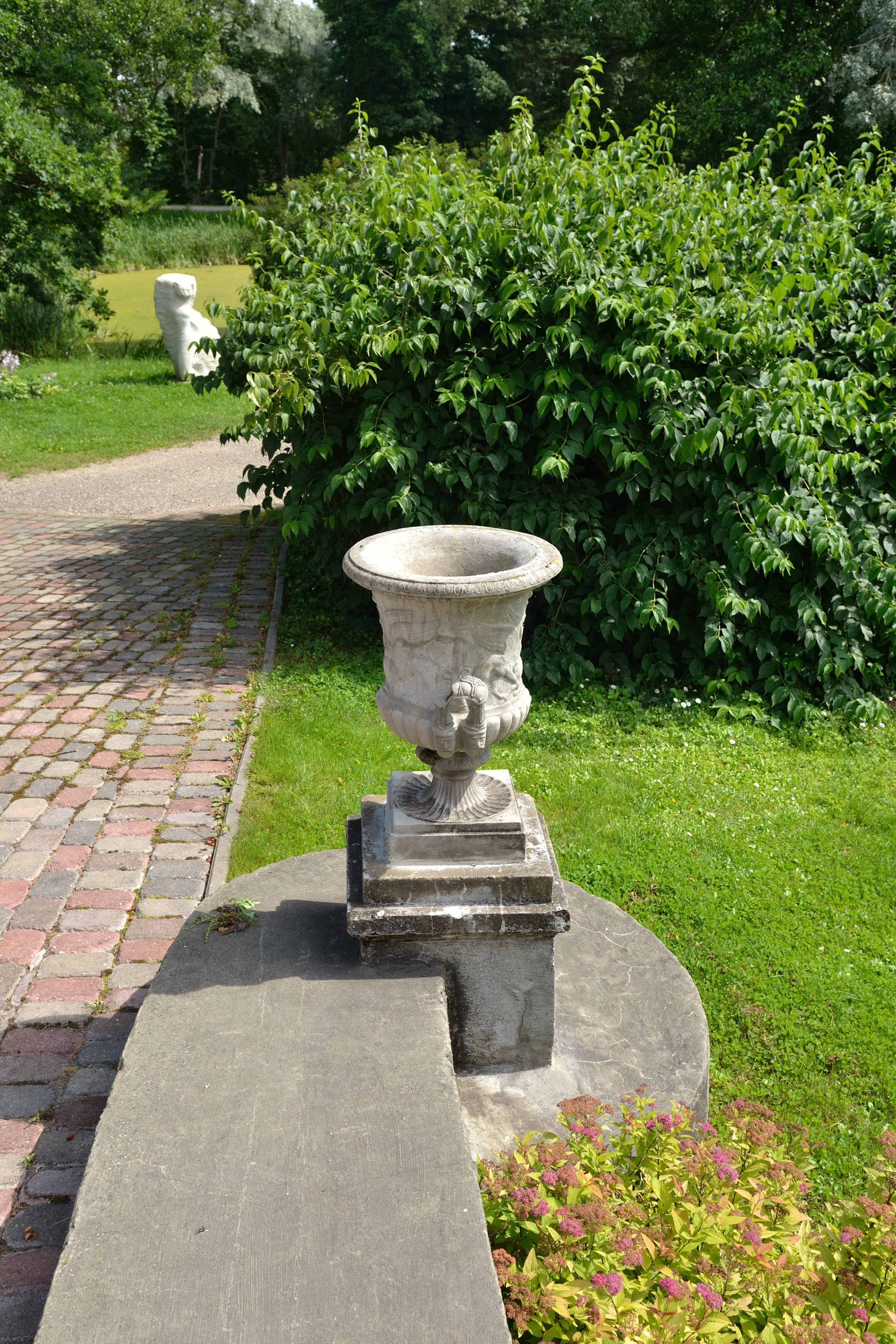
Het park